# Impact sanitaire et environnemental de la 5G
 (janvier 2021).
- Si vous ne connaissez pas le sujet, laissez ce bandeau (vous pouvez alors contacter les auteurs).
- Si vous supprimez le contenu mis en cause (vous pouvez préalablement contacter les auteurs),

argumentez précisément cette suppression dans la page de discussion
(un manque de référence n'est pas un argument ; une recherche réelle de référence doit avoir été effectuée, être formellement documentée).
L'impact sanitaire et environnemental de la 5G est l'ensemble des problématiques de santé et écologiques liées à l'introduction de la technologie 5G. Pour permettre les améliorations techniques, la 5G utilisera à terme des ondes de fréquence plus élevées que la 4G, un plus grand nombre d'antennes émettrices et une concentration plus élevée d'énergie. Du côté sanitaire, ces trois paramètres suscitent des craintes quant à une exposition accrue aux champs électromagnétiques. Du côté environnemental, la perspective d'une multiplication des objets connectés utilisant la 5G fait craindre un effet rebond pouvant paradoxalement déboucher sur une augmentation de l'empreinte environnementale du numérique (paradoxe de Jevons).

## Contexte
Pour des articles plus généraux, voir 5G et Impact environnemental.
La technologie 5G est conçue pour améliorer les performances techniques des réseaux d'informations (virtualisation des fonctions réseau, bandes millimétriques, MIMO massif, ultra-densification du réseau, big data et multi-access edge computing, Internet des objets évolutif, connectivité device-to-device avec haute mobilité, télécommunications écologiques et nouvelle technologie d’accès radio).
La partie radio (RAN) de la 5G, appelée 5G NR, permet en théorie d’utiliser deux bandes de fréquences : FR1 (de 0,410 à 7,125 GHz) et FR2 (de 24,250 à 52,60 GHz, recoupant la plage des ondes millimétriques). En pratique, les premières antennes 5G déployées en France sont situées dans la bande FR1 (bandes 0,7 GHz, 2,1 GHz et 3,5 GHz), comme celles des réseaux 2G, 3G et 4G (bandes comprises entre 0,7 et 2,7 GHz). À terme, une bande haute fréquence (26 GHz) sera également déployée pour la 5G en France.
L'utilisation de la bande FR1 reste essentielle pour la 5G en propagation sans visibilité directe (en) et dans des conditions de propagations outdoor-to-indoor, pour lesquelles la couverture dans la bande FR2 reste limitée, malgré l’utilisation de transmissions multi-antennes.
La bande FR1 permet, grâce à l’utilisation de canaux plus larges que sur la bande FR2 (sous-porteuses plus espacées), d'atteindre des débits élevés.
L’utilisation d’ondes millimétriques pour la bande FR2 induit des pertes en espace libre plus élevées qu’avec la bande FR1 à puissance d’émission égale. Ces pertes peuvent être compensées avec des transmissions multi-antennes qui tire profit de la miniaturisation de ces dernières.

## Effets présumés sur la santé de l'exposition aux RF émis par la 5G
Pour un article plus général, voir Effet des rayonnements électromagnétiques sur la santé.
Il est difficile de connaître avec certitude l'impact de la 5G par rapport à des solutions de connectivité précédente telles que la 4G. 
On[Qui ?] fait valoir que l'ajout de ce rayonnement 5G haute fréquence ajouté à un mélange déjà complexe de fréquences plus basses contribuera à un résultat négatif pour la santé publique à la fois du point de vue de la santé physique et mentale.

### Les métriques de mesure
Du point de vue du risque pour la santé, l'un des paramètres-clefs est la quantité de puissance par fréquence électromagnétique (EMF) absorbée par les tissus biologiques, car elle est en grande partie responsable des effets de chauffage.
En dessous d'environ 6 GHz, où les champs électromagnétiques pénètrent profondément dans les tissus (et nécessite donc la prise en compte de la profondeur), il est alors utile de le décrire en termes de « taux d'absorption d'énergie spécifique » (SAR), qui est la puissance absorbée par unité de masse (W kg-1). À l'inverse, au-dessus de 6 GHz, où les champs électromagnétiques sont absorbés plus superficiellement (ce qui rend la profondeur moins pertinente), il est utile de décrire l'exposition en termes de densité de puissance absorbée sur la surface (W m-2), que l'on appelle « puissance absorbée densité ».
PD et SAR sont les deux paramètres les plus largement acceptés pour mesurer l'intensité et les effets de l'exposition aux champs électromagnétiques. La FCC suggère la PD comme une métrique  mesurant l'exposition humaine aux champs électromagnétiques générés par des appareils fonctionnant à des fréquences supérieures à 6 GHz, alors qu'une étude récente[Laquelle ?] a suggéré qu'une directive définie dans la PD n'est pas efficace pour déterminer les impacts sur les problèmes de santé, en particulier lorsque les appareils fonctionnent très près du corps humain.
La profondeur de pénétration PD dépend des propriétés diélectriques du milieu, ainsi que de la fréquence. À mesure que la fréquence augmente, la profondeur de pénétration diminue et se situe principalement dans les tissus de surface à des fréquences supérieures à environ 6 GHz. Le débit d’absorption spécifique (SAR) est mesuré lorsque cet appareil fonctionne à pleine puissance et dans les pires conditions d'utilisation. Le DAS s’exprime en Watt par kilogramme (W/kg) pour les ondes pénétrantes (l’avènement du 26 GHz, avec des ondes restant en surface des tissus, amène des DAS exprimés en W/m2).
Il faut noter qu'une augmentation de la puissance du signal reçu chez un utilisateur entraîne une augmentation de l'énergie électromagnétique imposée à l'utilisateur. On identifie trois caractéristiques techniques adoptées dans la 5G, qui pourraient accroître davantage la préoccupation de l'exposition aux champs électromagnétiques (CEM) :
- Des fréquences porteuses plus élevées (par exemple, 28, 60 et 70 GHz);
- Un plus grand nombre d'émetteurs en raison de l'introduction de petites cellules;
- Une concentration plus élevée d'énergie EMF due à l'adoption de la formation de faisceaux.

La durée d’exposition est un autre paramètre observé, en effet les effets sur la santé les plus graves sont observés avec des expositions chroniques prolongées, même si les intensités sont très faibles.

### Effets sur la peau
Des doses élevées d'exposition aux radiofréquences absorbées peuvent provoquer une sensation de chaleur dans la peau, provoquant de légères brûlures cutanées. Cette conversion s’opère a priori quelle que soit l’intensité de l’énergie électromagnétique apportée par le rayonnement. Tant que la quantité d’énergie convertie est faible par rapport aux capacités d’adaptation de l’organisme (thermorégulation), aucun effet macroscopique local ou systémique n’est observé. Dans le cas d’une exposition localisée, si la chaleur produite ne peut être évacuée, la température des tissus concernés augmente.

### Fertilité masculine
Plusieurs facteurs environnementaux sont suspectés de contribuer au déclin de la qualité du sperme rapporté dans certaines études en Europe et aux États-Unis, parmi lesquels l’exposition au champ électromagnétique de radiofréquence (CEM-RF) émis par les téléphones portables. Les preuves expérimentales comme épidémiologiques sont toutefois limitées et les effets observés sur les différents paramètres examinés sont souvent discordants.
Selon un sous-ensemble d'études, des niveaux élevés d'exposition aux radiofréquences peuvent être associés à des effets négatifs sur la santé reproductive en termes de capacité de fertilisation du sperme. Cependant, le lien de tels effets avec l'exposition aux radiofréquences des équipements de communication n'est pas scientifiquement prouvé.

## Impact climatique et effets sur l'environnement
Pour un article plus général, voir Impact environnemental du numérique.
La consommation énergétique de la 5G est la résultante de quatre facteurs : la consommation du réseau en fonctionnement, l'énergie nécessaire à sa mise en place et à son démantèlement (analyse de cycle de vie), l'effet rebond et, à l'inverse, les opportunités offertes (« enablement effects »).

### Consommation d’électricité
Deux effets antagonistes jouent sur la consommation électrique résultant de l'introduction de la technologie 5G. D'un côté, la consommation énergétique d'un module 5G est plus faible qu'un module 4G équivalent (notamment via la normalisation 3GPP 15, permettant des modes de mise en veille avancés en l'absence de trafic à transmettre). De l'autre côté, l'augmentation du nombre d'antennes et l'effet rebond associé à la multiplication des objets connectés tend à augmenter la consommation électrique liée à l'introduction de la 5G[réf. souhaitée].
Les progrès sur les technologies utilisées, notamment l’intégration et la densification des composants de l’antenne, vont permettre de réduire significativement la consommation de ces antennes actives à faisceaux orientables de −7 % et −14 % pour une augmentation annuelle du trafic de +30 % et +50 % respectivement. Mais comme il faudra plus de cellules pour couvrir la même surface, cela annihile les gains en valeur relative. En effet, plus une fréquence radio est élevée et moins elle porte loin, donc plus il faut d’antennes pour couvrir la même surface. Cela ne compte pas l’effet rebond qui peut se traduire par une augmentation très significative de la consommation électrique globale[source insuffisante].

### Renouvellement du matériel
La 5G n’est pas compatible directement avec les smartphones, voitures ou autres équipements électriques et électroniques de 2020. C’est aussi le cas des infrastructures des réseaux : dans un premier temps, les antennes 4G vont être adaptées aux nouveaux réseaux, mais un fonctionnement plénier de la 5G suppose l’installation de nouvelles antennes technologiques MIMO. Outre le coût que cela représente, le développement de tous ces supports émetteurs et récepteurs implique une augmentation de l’extraction des ressources (minerais, métaux, terres rares) nécessaires à la fabrication de ces équipements.
Alors que seulement 15 % des téléphones en fin de vie sont collectés pour être recyclés, l’arrivée de la 5G peut inciter à renouveler prématurément des équipements en état de marche.

### Réchauffement global par émissions de gaz à effet de serre
La 5G peut induire des émissions de gaz à effets de serre (GES) qui doivent être anticipées. Ces émissions vont dépendre de plusieurs facteurs : les modalités de déploiement retenues par les opérateurs, le renouvellement des terminaux 5G, ou encore l’évolution de l’offre de services numériques et des usages potentiels maîtrisées. L’empreinte carbone du numérique s’élève aujourd’hui en France à environ 15 Mt éqCO2 par an, soit 2 % de l’empreinte totale (749 Mt éqCO2), aux trois-quarts dus à la fabrication des terminaux, réseaux et centres de données, et un quart lié à son utilisation. Le déploiement de la 5G peut induire des émissions directes (construction et déploiement des infrastructures) ou indirectes par effet rebond (mise à disposition de nouvelles infrastructures, terminaux et services pour les usages de la 5G, qui génèrent des émissions de GES pour leur fabrication et leur utilisation). Selon l’intensité du déploiement, l’impact carbone de la 5G pourrait ajouter entre 2,7 Mt éqCO2 et 6,7 Mt éqCO2 en 2030 à l’empreinte carbone du numérique, dont 1,8 Mt éqCO2 à 4,6 MtéqCO2 provenant des émissions importées, et 0,8 Mt éqCO2 à 2,1 Mt éqCO2 provenant de l’augmentation de l’utilisation d’électricité.

#### Articles publiés dans une revue à comité de lecture
- [Akyildiz et al. 2016] (en) Ian F. Akyildiz, Shuai Nie, Shih-Chun Lin et Manoj Chandrasekaran, « 5G roadmap : 10 key enabling technologies », Computer networks, vol. 106,‎ septembre 2016, p. 17-48 (ISSN 1389-1286, DOI 10.1016/j.comnet.2016.06.010).
- [Belpomm et al.] (en) Dominique Belpomme, Hardell Lennart, Igor Belyaev, Ernesto Burgio et David O. Carpenter, « Thermal and non-thermal health effects of low intensity non-ionizing radiation : An international perspective » [« Effets sanitaires thermiques et non thermiques des rayonnements non ionisants de faible intensité : un état des lieux international »], Environmental pollution, vol. 242, no partie A,‎ novembre 2018, p. 643-658 (ISSN 0269-7491, PMID 30025338, DOI 10.1016/j.envpol.2018.07.019).
- [Chiaraviglio, Elzanaty et Alouini 2021] (en) Luca Chiaraviglio, Ahmed Elzanaty et Alouini, « Health Risks Associated with 5G Exposure : A View from the Communications Engineering Perspective », IEEE Open Journal of the Communications Society, vol. 2,‎ 19 août 2021, p. 2131-2179 (DOI 10.1109/OJCOMS.2021.3106052).
- [ICNIRP 2020] (en) ICNIRP, « Guidelines for limiting exposure to electromagnetic fields (100 KHz to 300 GHz) », Health Physics, vol. 118, no 5,‎ mai 2020, p. 483-524 (DOI 10.1097/HP.0000000000001210, lire en ligne [PDF]).
- [Kim et Nasim 2020] (en) Seungmo Kim et Imtiaz Nasim, « Human Electromagnetic Field Exposure in 5G at 28 GHz », IEEE Consumer Electronics Magazine, vol. 9, no 6,‎ 11 mai 2020, p. 41-48 (DOI 10.1109/MCE.2019.2956223).
- [Lewis et al. 2017] (en) Ryan C. Lewis, Lidia Mínguez-Alarcón, John D. Meeker, Paige L. Williams, Gabor Mezei, Jennifer B. Ford et Russ Hauser, « Self-reported mobile phone use and semen parameters among men from a fertility clinic », Reproductive Toxicology, vol. 67,‎ janvier 2017, p. 42-47 (DOI 10.1016/j.reprotox.2016.11.008).
- [Parkvall et al. 2017] (en) Stefan Parkvall, Erik Dahlman, Anders Furuskar et Mattias Frenne, « NR : The New 5G Radio Access Technology », IEEE Communications Standards Magazine, vol. 1, no 4,‎ décembre 2017, p. 24-30 (DOI 10.1109/MCOMSTD.2017.1700042).
- [Russel 2018] (en) Cindy L. Russell, « 5 G wireless telecommunications expansion: Public health and environmental implications. », Elsevier ScienceDirect, Amsterdam,‎ août 2018 (ISSN 0013-9351, DOI 10.1016/j.envres.2018.01.016).
- [Williams, Sovacool et Foxon 2022] (en) Laurence J. Williams, Benjamin K. Sovacool et Timothy J. Foxon, « The energy use implications of 5G : Reviewing whole network operational energy, embodied energy, and indirect effects », Renewable and Sustainable Energy Reviews, vol. 157, no 112033,‎ avril 2022 (DOI 10.1016/j.rser.2021.112033).

#### Normes et standards
- [3GPP TS 38.101-1] (en) ETSI, « User Equipment (UE) radio transmission and reception; Part 1: Range 1 Standalone : 3GPP TS 38.101-1 version 17.6.0 Release 17 » [PDF], août 2022 (consulté le 24 août 2022).

#### Autres articles
- [AFNUM 2020] Alliance Française des Industries du Numérique (AFNUM), « Contribution et éclairage du CSF Infrastructures numériques sur la question environnementale associée au numérique et à la 5G » [PDF], sur csf-infrastructures-numeriques.fr, 22 septembre 2020 (consulté en décembre 2020).
- [ARCEP 2019] ARCEP, « L’empreinte carbone du numérique » [PDF], sur arcep.fr, 21 octobre 2019 (consulté en décembre 2020).
- [Bordage 2020] Frédéric Bordage, « 5G : quels seront les impacts environnementaux ? », sur www.GreenIT.fr, 13 juillet 2020 (consulté le 20 décembre 2020).
- [Follenfant et al. 2020] Philippe Follenfant, Pierre Abellea, Vincent Menuet, Philippe Distle, Jean-Michel Nataf, Louis-Charles Viossat, Henri Havard, Benoit Legait, François-Mathieu Robineau et Charles-Adrien Calvet, « Déploiement de la 5G en France et dans le monde : aspects techniques et sanitaires » [PDF] (rapport), septembre 2020.
- [HCC 2020] Haut Conseil pour le climat (HCC), « Maîtriser l’impact carbone de la 5G », sur hautconseilclimat.fr/, 19 décembre 2020 (consulté en décembre 2020).
- [Merckel 2020] Olivier Merckel, « Radiofréquences et santé », Enjeux numériques, vol. 9,‎ mars 2020, p. 47-53 (lire en ligne [PDF]).
- [Mouchet 2021] Jean Mouchet, « Bande de fréquence : quelles sont les fréquences 4G et 5G utilisées en France ? », sur echosdunet.net, 26 avril 2021 (consulté le 31 août 2022).